# Grundschule

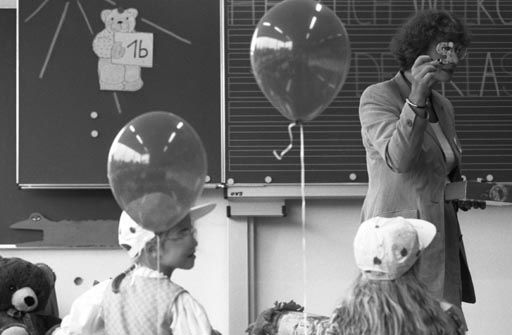
Unterricht am ersten Schultag an einer Grundschule in Bayern

Grundschule bezeichnet in der Bundesrepublik Deutschland die Schulen, die Kinder der Klassen 1 bis 4 (nur in den Ländern Berlin und Brandenburg Klassen 1 bis 6) besuchen. Sie sind in der Regel etwa sechs bis elf (bzw. sechs bis dreizehn) Jahre alt. Ab Ende der 1960er Jahre ging die Grundschule aus den unteren Klassen der Volksschule hervor, während die eigenständige Hauptschule mit den Klassen 5 bis 9 von ihr organisatorisch abgetrennt wurde. Anders als der nicht verpflichtende Besuch des Kindergartens oder einer Vorschule gilt für die Grundschule die allgemeine Schulpflicht. Im Schuljahr 2023/2024 gab es in Deutschland 15.531 Grundschulen.

## Entstehung

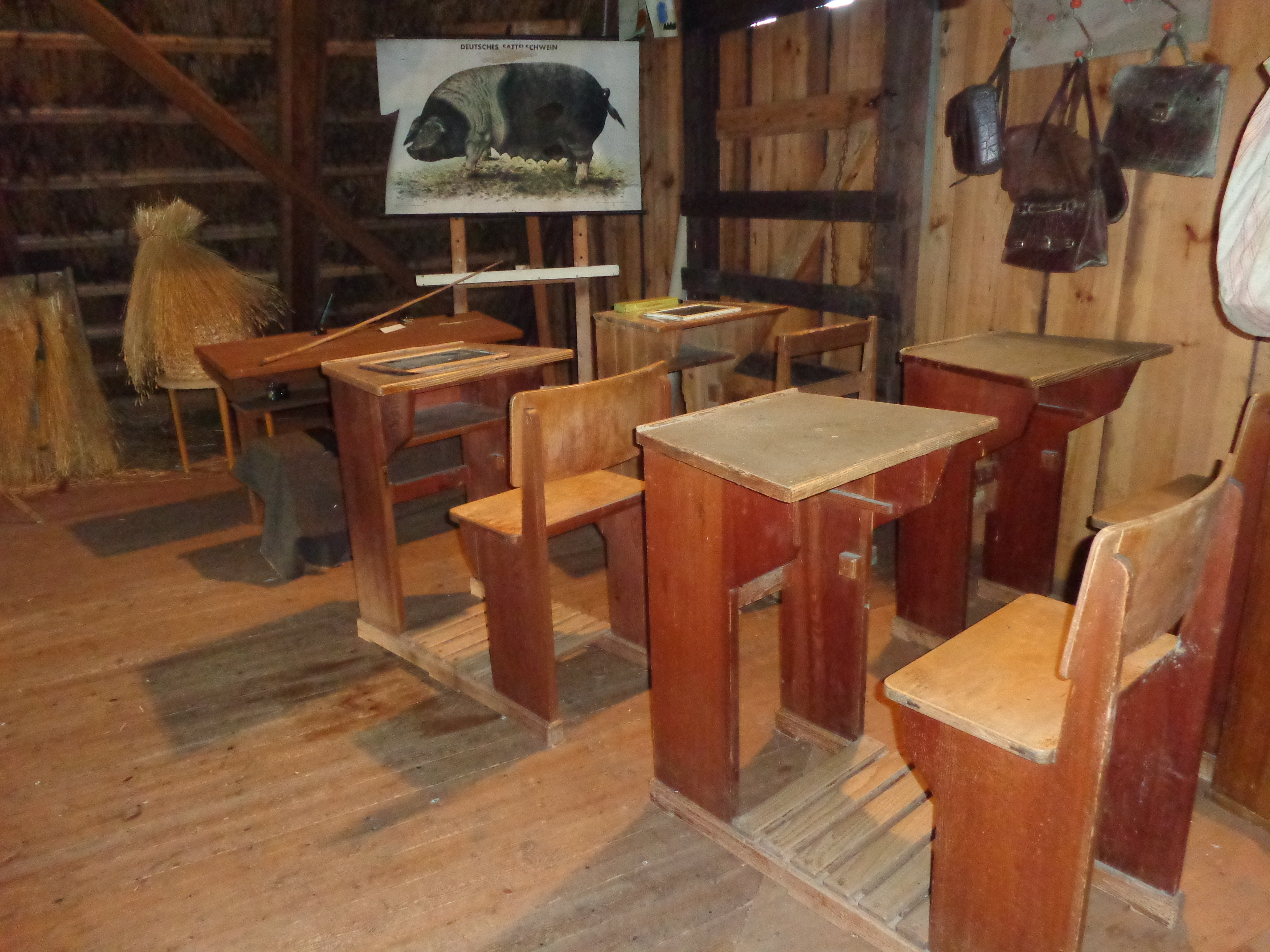
Grundschulgestühl der Wolhyniendeutschen in Linstow

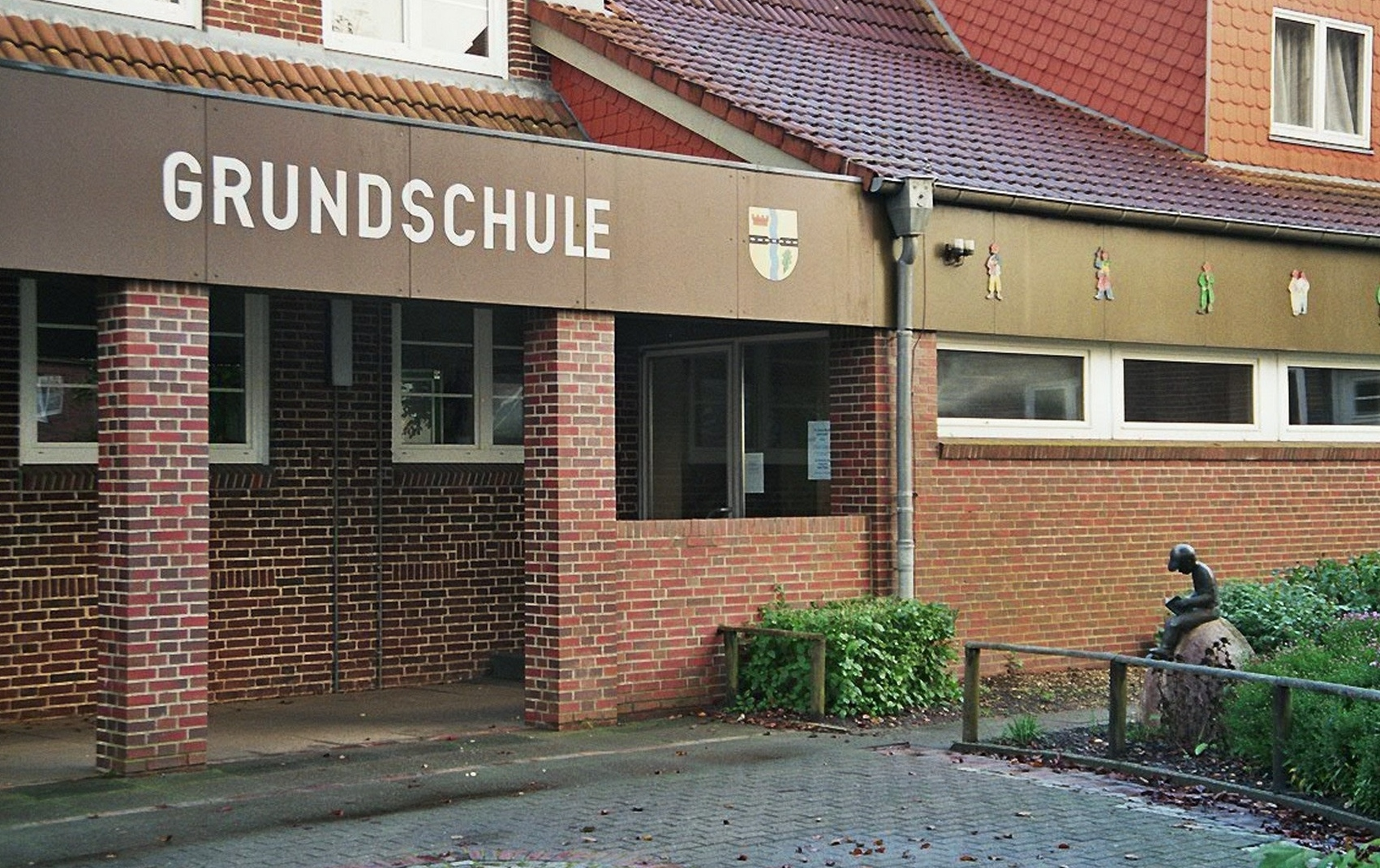
Grundschule in Treia im Stil der 1970er Jahre.

Vor und in der Kaiserzeit bis 1918 hieß die Grundschule im deutschen Sprachraum neben Volksschule auch Elementarschule. Diese Benennung gibt es bis heute im Englischen als Elementary School und Italienischen als Scuola Elementare. In Deutschland wurde die für alle Kinder obligatorische Grundschule erstmals durch das Reichsgrundschulgesetz (s. a. Reichsschulkonferenz 1920) eingeführt. Die meist nur dreiklassigen Vorschulen zu mittleren und höheren Schulen, die meist Kinder aus höheren Ständen besuchten, entfielen bis 1925. Solche Schulen verbietet das Grundgesetz Art. 7 (6).

## Organisation

### Jahrgangsklassen / jahrgangsübergreifende Klassen
In der Regel werden in der Grundschule Jahrgangsklassen gebildet. In einzelnen Ländern wie Nordrhein-Westfalen, Niedersachsen, Berlin, Brandenburg, Hessen und Rheinland-Pfalz streben allerdings bildungspolitische Initiativen die Einrichtung jahrgangsübergreifender Eingangsstufen der Klassen 1 und 2 an, in denen Kinder aus beiden Jahrgängen gemeinsam bis zu drei Jahre unterrichtet werden sollen. Auch können bei geringer Schülerzahl pro Jahrgang sogenannte kombinierte Klassen gebildet werden, die weitere aufeinanderfolgende Jahrgänge zusammenfassen.

### Verlässliche Grundschule / Volle Halbtagsschule
Ein tägliches Angebot, das mindestens fünf Zeitstunden für alle Schüler umfasst, soll in der Verlässlichen Grundschule sichergestellt werden, die in Niedersachsen, Bremen und Baden-Württemberg angeboten wird. Das Schulangebot in Vollen Halbtagsschulen kann im 1. und 2. Schuljahrgang auch vier bzw. viereinhalb Zeitstunden umfassen. Während in der Vollen Halbtagsschule die Schüler von der 1. bis zur 4. Klasse 27,5 Schulstunden pro Woche haben, sind es in der Verlässlichen Grundschule 20 Stunden in der 1. Klasse, 22 Stunden in der 2. Klasse, sowie 26 Stunden in der 3. und 4. Klasse. Damit die Kinder von ca. 8 Uhr bis ca. 13 Uhr durchgehend in der Schule bleiben können, gibt es in der Verlässlichen Grundschule zusätzliche unterrichtsergänzende Angebote (Betreuungszeiten). Die Betreuungszeiten werden nicht von Lehrern beaufsichtigt, sondern von kostengünstigeren pädagogischen Mitarbeitern, die im Rahmen eines Stundenbudgets von der Schule eingestellt werden. An Vollen Halbtagsschulen sind Betreuungszeiten nicht notwendig.

### Klassenlehrerprinzip

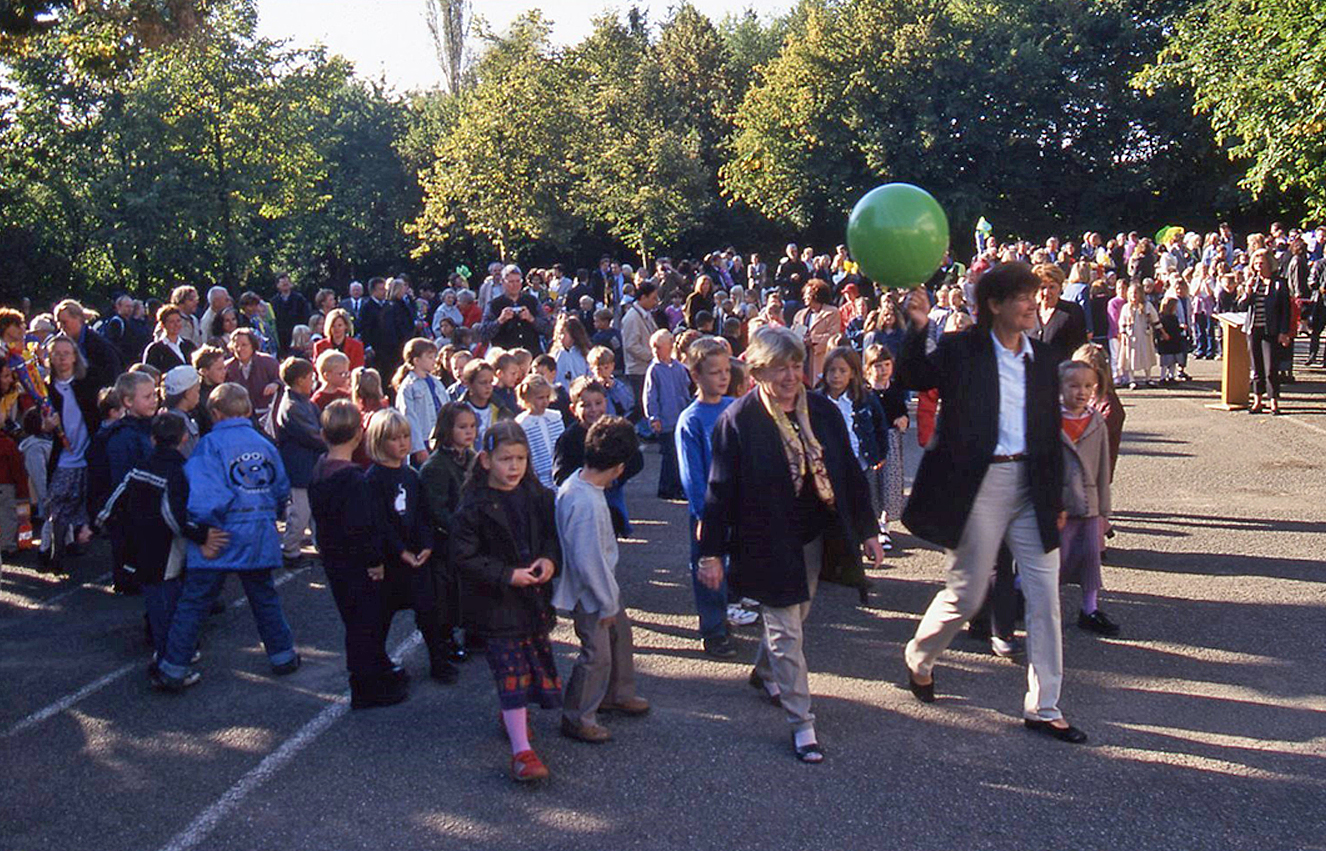
Tag der Einschulung im September 2002 in der Volksschule an der Grandlstrasse, München. Man kann gut die Klassenlehrerin erkennen, die ihre Schüler mit einem grünen Ballon anführt.

In der Regel hat jede Schulklasse einen Klassenlehrer, der diese Klasse möglichst die ganze Grundschulzeit hindurch begleitet und anfangs auch in der Mehrzahl der Fächer unterrichtet, weil es für Kinder im Grundschulalter besonders wichtig ist, eine feste Bezugsperson zu haben. Kritik hieran wird häufig aus zwei Gründen geübt: Zum einen sind Grundschullehrer oftmals  nur für zwei Unterrichtsfächer ausgebildet, wodurch ihnen in den übrigen Fächern sowohl fachliche als auch fachdidaktische Kenntnisse fehlen können (in Nordrhein-Westfalen sind beispielsweise drei Unterrichtsfächer Pflicht). Zum anderen gibt es einen starken Zusammenhang zwischen den Unterrichtsmethoden des Lehrers und den Lernerfolgen der Schüler. 
Dass meistens über die gesamten 4 Jahre der Grundschulzeit überwiegend eine Lehrerkraft unterrichtet, kann im Fall eines weniger gut unterrichtenden Lehrers oder auch wegen persönlicher Anpassungsschwierigkeiten von Lehrer und Schüler zum Teil negative Konsequenzen für einige Schüler haben. Es gibt jedoch keine wissenschaftlichen Untersuchungen darüber.

### Grundschulbezirke
Bislang gibt es in den Bundesländern noch sogenannte Grundschulbezirke (auch Schulsprengel). Diese Bezirke sollen nach Meinung ihrer Befürworter einer Ghettoisierung der Grundschulen entgegenwirken. In Hamburg sind Eltern nicht an den jeweiligen Grundschulbezirk gebunden, sodass diese die Grundschule frei auswählen können. In Nordrhein-Westfalen wurden zum 1. August 2008 die Grundschulbezirke aufgehoben. Das heißt, die Eltern können frei entscheiden, in welche Schule sie ihre Kinder schicken. Die Gemeinden dürfen die Bezirke aber bei Bedarf wieder einführen. Die Befürworter der Grundschulbezirke meinen, dass mit der Möglichkeit, eine andere als die „örtlich zuständige“ Grundschule zu wählen, der soziale Ausleseprozess vorverlegt und vorangetrieben werde. In Nordrhein-Westfalen und Niedersachsen besteht außerdem seit der Landesgründung das Modell der weit verbreiteten Konfessionsschulen, bevorzugt Schüler nach Religionszugehörigkeit aufzunehmen, wodurch beispielsweise muslimischen Kindern der Zugang zu bestimmten Schulen erschwert werden kann (Segregation, Bildungsbenachteiligung in der Bundesrepublik Deutschland). Die Schulverwaltung kann Kinder grundsätzlich einer anderen Grundschule zuweisen (sogenannte Schülerlenkung). Eine solche Zuweisung kann durchgeführt werden, um beispielsweise annähernd gleich große Klassen im jeweiligen Schulbezirk zu bilden.

### Private Grundschulen

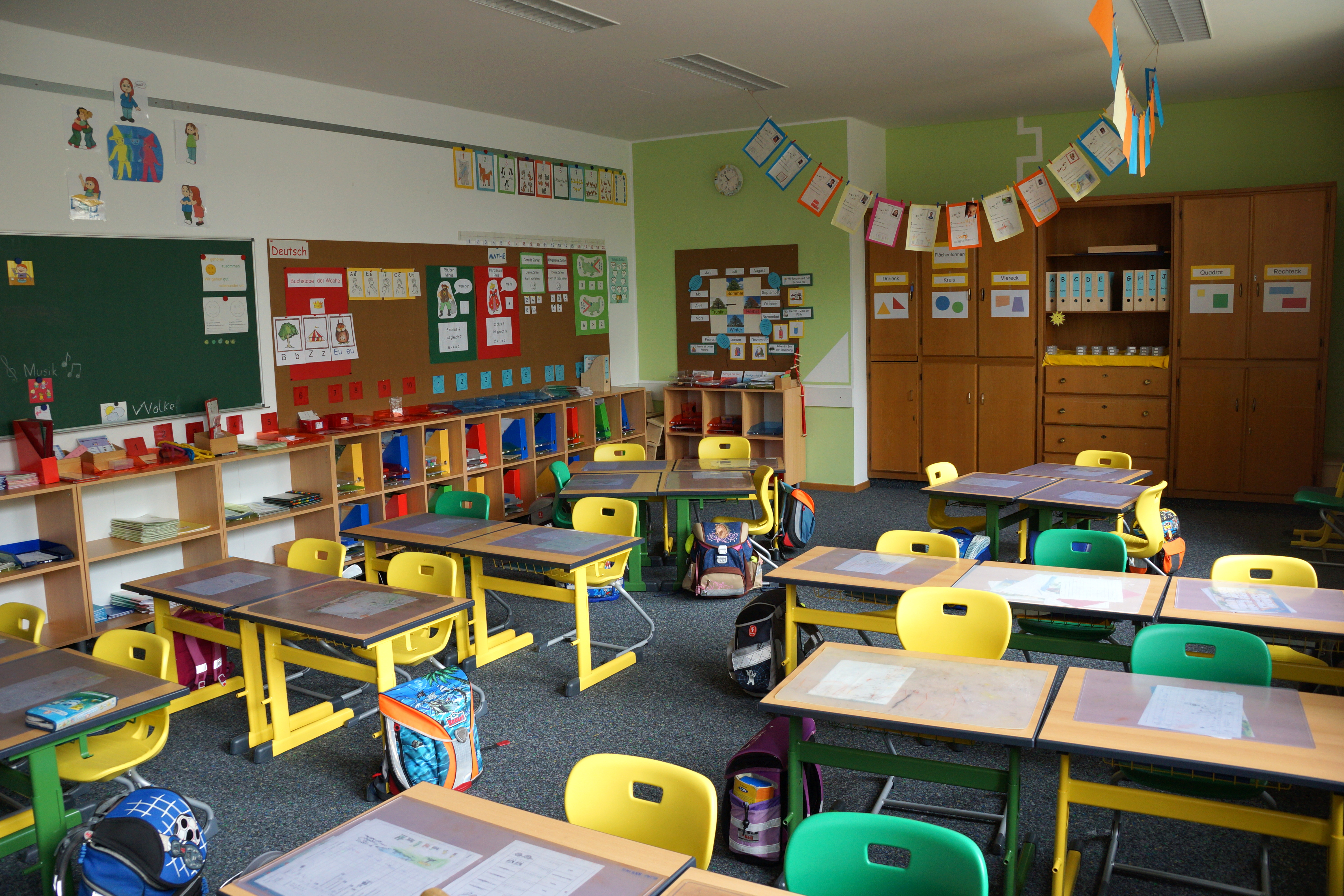
Klassenzimmer der privaten katholischen Grundschule Neumarkt in der Oberpfalz.

Eine wachsende Zahl von Grundschulen sind als Privatschulen organisiert. Um eine private Grundschule zu gründen, ist ein besonderes pädagogisches Interesse für die Öffentlichkeit nachzuweisen; ihr Angebot muss über das öffentlicher Schulen in der jeweiligen Region hinausgehen. Seit 1990 nehmen vor allem in Ostdeutschland private Grundschulen zu.
Über 8 Prozent der Schüler an allgemeinbildenden Schulen in Ostdeutschland besuchten 2016 eine private Grundschule, im Westen nur etwas über 3 Prozent. Im Jahr 2011 waren 11,6 % aller Privatschulen Grundschulen (weitere 11,2 % entfielen auf freie Waldorfschulen, die alle Stufen umfassen). Nach Angaben des Statistischen Bundesamtes waren 2010 3,5 Prozent aller Grundschulen in den alten Bundesländern in privater Trägerschaft. In den neuen Bundesländern lag ihr Anteil bei 10,4 Prozent. Im Jahr 2000 lag der Anteil in Gesamtdeutschland noch bei 2 Prozent.
Im Schuljahr 2023/2024 waren 984 (6,34 %) der 15.531 Grundschulen in Deutschland als Privatschulen organisiert.

## Lerninhalte und Lernziele
In der Grundschule sollen grundlegende Lern- und Arbeitsformen sowie mathematische, sprachliche und sachunterrichtliche Kenntnisse vermittelt werden, die das Fundament der weiterführenden Schulbildung in der Gemeinschaftsschule, Hauptschule, Wirtschaftsschule, Realschule, im Gymnasium oder in der Gesamtschule legen. Daneben sind auch ästhetische, kulturelle und oft auch religiöse Themen Gegenstände des Unterrichts.
Das Fächerspektrum und die Nomenklatur in den jeweiligen Bundesländern ist differenziert. Mathematik, Deutsch und Sachunterricht zählen zu den Hauptfächern.
Die Lerninhalte in den Hauptfächern Mathematik, Deutsch und Sachunterricht sind:
- Lesen und Schreiben (Schriftspracherwerb)
- Schrift in vorgegebener lesbarer Weise
- Orthographie und schriftliche Ausdrucksweise
- etwas memorieren können
- Grundrechenarten im Zahlenraum 1 bis 1.000.000
- Grundlagen der Geometrie
- Uhrzeit und das Berechnen von Zeitspannen
- Orientierung über physikalische, chemische und biologische Grundlagen anhand alltäglicher Sachverhalte („Warum fällt ein Apfel zu Boden, wenn ich ihn loslasse?“; „Warum geht die Kerze aus, wenn ich ein Glas darüber stülpe?“; „Was passiert in meinem Körper, wenn ich mir das Knie aufschlage und blute?“)
- räumliche und zum Teil historische Orientierung des Wohngebiets (ca. 20 km Umkreis)
- Verkehrserziehung (in der 1. Klasse mit Fußgängerdiplom, in der 3. bzw. 4. Klasse mit der Fahrradprüfung)
- elementare politische Bildung, Anfänge des Geschichtsbewusstseins
- Anfänge philosophischer Gespräche
- demokratische und soziale Kompetenzen und Grundprinzipien der Demokratie (Wahl des Klassensprechers, Abstimmungen über gemeinsame Aktivitäten, Streitschlichtung, Konfliktlösung usw.)

Da der christliche Religionsunterricht im Grundgesetz für die Bundesrepublik Deutschland (GG) als Lehrfach im Einvernehmen mit den Religionsgemeinschaften (Kirchen) gesichert ist, wird er auch an Grundschulen angeboten (mit den Ausnahmen der Bundesländer nach der Bremer Klausel). Eine Nichtteilnahme ist möglich, Lehrkräfte dürfen nicht dazu gezwungen werden. In Mecklenburg-Vorpommern wurde ein Rahmenplan Philosophieren mit Kindern erarbeitet.
Weitere Fächer, die nur teilweise von Fachlehrern unterrichtet werden, sind:
- Musik (Singstimme, Orff-Instrumente)
- Kunst (grafische Grundlagen zum Zeichnen, aber auch freier Ausdruck im Malen)
- Sport
- Medienerziehung (teilweise eingeführt): Selbständiges Arbeiten am Computer und das Entdecken neuer Medien. Grundschüler nehmen ab der 4. Klasse am regelmäßigen EDV-Unterricht teil. Erste Schritte werden bereits ab der 2. Klasse gemacht. Sie erlernen den Umgang mit der Hard- und Software sowie das Schreiben mit Textverarbeitungsprogrammen, das Malen mit einfachen Grafikanwendungen und das Arbeiten im Internet. Beim Arbeiten im Internet (öffentlicher Raum) wird auf die Gefahren hingewiesen. Hortkinder bekommen durch Hortangebote die Möglichkeit, sich im Medienraum (PC) selbständig unter fachlicher Anleitung zu beschäftigen. Das fördert mehrere Kompetenzen gleichzeitig.

## Debatte zur Förderung und Selektion der Schulkinder nach der Grundschule

Bildungssystem in Deutschland

Die Grundschule ist derzeit die einzige Schulform Deutschlands, in der (fast) alle Kinder eines Jahrgangs zusammen lernen müssen. Die Vorteile des gemeinsamen Lernens werden vor allem auf der kulturell-sozialen Ebene gesehen. Auf der Leistungsebene ist kein Nachteil des gemeinsamen Lernens nachzuweisen. Die IGLU-Studie (Internationale Grundschul-Leseuntersuchung) weist der deutschen Grundschule gute Wirksamkeit zu, die Leistungsstreuung zwischen den Kindern ist vergleichsweise gering. Die Leistungsspitze ist gut vertreten, wenn auch nicht so ausgeprägt wie bei den Spitzenländern des IGLU-Rankings.
Manche Bildungsexperten deuteten die PISA-Studien so, dass gemeinsames Lernen auch für Kinder in der Sekundarstufe von Vorteil sei, und entfachten die in Deutschland lange bestehende Debatte zur Strukturreform des deutschen Schulsystems neu. Dabei wird unter anderem auch eine Ausweitung der Grundschule beispielsweise auf das sechste (wie derzeit in Berlin und Brandenburg üblich) oder auf das achte Schuljahr gefordert. Allerdings findet auch in Berlin und Brandenburg bereits in der Orientierungsstufe bis Klasse 6 eine Differenzierung in Deutsch, Mathematik und Englisch statt, sodass inhaltlich kaum ein Unterschied zur Integrierten Gesamtschule besteht. Zusätzliche Unterschiede schafft die Einführung der zweiten Fremdsprache ab der sechsten Klasse in vielen Bundesländern.
Diese Forderung unterstützten einige weitere Studien. So stellte die IGLU-Studie fest, dass Grundschüler international noch sehr viel besser abschnitten als die 15-Jährigen. Nacheinander stellten die zweite IGLU-Studie, der Ländervergleich der zweiten PISA-Studie und die Langzeituntersuchung der AWO-Studie fest, dass regelmäßig Schüler mit nicht-akademischen oder finanziell schlechter gestellten Eltern trotz gleich guter oder besserer Noten eine niedrigere Schullaufbahnempfehlung durch die Lehrkräfte erhielten. Die Kultusministerkonferenz (KMK) sah daraufhin lediglich Handlungsbedarf in der Sensibilisierung der Lehrkräfte, nicht aber in einer Änderung des Selektionszeitpunkts.
Cornelia Kristen (2002) konstatierte, dass sich die frühe Selektion zum Schaden ausländischer Kinder auswirkt. Bei gleichen Leistungen erhielten diese schlechtere Schulnoten und müssen sie unterfordernde Schulen besuchen. Eine Regionalstudie aus dem Jahr 2013 belegt für Bayern, dass die Leistungen von Haupt- und Realschülern nach der Vorverlegung der Trennung von der sechsten in die vierte Klasse zurückgegangen sind. Demnach fehlt den Schülern der Leistungsanreiz, da „die Würfel bereits gefallen sind“. Alba u. a. (1994) stellten fest, dass vor allem türkische und italienische Migrantenkinder im deutschen Bildungssystem schlecht abschnitten und nicht die Leistungen erbrachten, die ihrer Intelligenz entsprachen. Griechische Migranten hingegen schnitten gut ab. Die Historiker Hedwig Richter und Ralf Richter zeigten in einer Studie über Gastarbeiter bei VW in den 1960er und 1970er Jahren (2012), warum die italienischen Kinder gemeinsam mit den türkischen im Gegensatz zu denen anderer Einwanderergruppen so schlecht abschnitten, und verweisen unter anderem auf die damals noch hohe Analphabetenquote der entsprechenden Einwanderergruppen, die – wie stets bei massiven Bildungsdefiziten – starke Auswirkungen auf die folgende Generation hat.
Am 5. Oktober 2012 wurde der erste bundesweite Leistungsvergleich von Grundschulen bei der Kultusministerkonferenz in Berlin vorgestellt. Das Institut für Qualitätsentwicklung im Bildungswesen, das den Vergleich durchführte, hat die Leistungen von mehr als 30.000 Kindern aus über 1.300 deutschen Grund- und Förderschulen aus den 16 Bundesländern untersucht. Dabei schnitten die Kinder aus süd- und ostdeutschen Ländern am besten ab; die Stadtstaaten Berlin, Hamburg und Bremen waren die Verlierer des Vergleichs. Die Studie machte deutlich, dass neben der Bildungspolitik der Länder die soziale Herkunft immer noch starken Einfluss auf den Lernerfolg der Kinder hat.
Der Deutsche Philologenverband befürwortet unter den Lehrerverbänden eine Beibehaltung der vierjährigen Grundschule und eine Leistungsauslese ab dem zehnten Lebensjahr. Er ist der Auffassung, dass eine Differenzierung der Bildungsgänge bei den schwächeren wie bei den leistungsstärkeren Schülern vorteilhafter sei und zu mehr Bildungsgerechtigkeit führe, weil jeder entsprechend seinem individuellen Persönlichkeitsprofil und seiner Lerngeschwindigkeit individuell besser gefördert werden könne, ein längerer gemeinsamer Unterricht aber genau dieses behindere. Auch zeigten die integrativen Schulsysteme mancher Bundesländer keine besseren Ergebnisse.

## Noten und Übergänge in die Sekundarstufe I im Vergleich
Kinder aus den sogenannten „unteren“ Herkunftsklassen („Working Class“) erhalten laut IGLU-Studie bei gleicher Lese- und gleicher kognitiver Kompetenz immer seltener von Lehrkräften eine Gymnasialempfehlung. 2016 war bei gleichen Kompetenzen die Wahrscheinlichkeit für Kinder aus den „oberen“ Dienstleistungsklassen gegenüber Kindern aus der „Working Class“ 3,37mal so groß, eine Gymnasialempfehlung zu erhalten. Das heißt, bei gleichen Kompetenzen werden Kinder laut IGLU-Studie mit „niedrigerer“ Herkunft zunehmend benachteiligt.
| | Modell 1 | Modell 2 | Modell 3 |
| --- | -------- | -------- | -------- |
| 2001 | 4,18     | 3.49     | 2.63     |
| 2006 | 4.06     | 3.40     | 2.72     |
| 2011 | 4.48     | 4.07     | 3.14     |
| 2016 | 5.13     | 4.76     | 3.37     |
| Erklärung der Modelle: Modell I: Ohne Kontrolle von Kovariaten. Modell II: Kontrolle der kognitiven Fähigkeiten. Modell III: Kontrolle der kognitiven Fähigkeiten und der Lesekompetenz (internationale Skalierung). |          |          |          |

Die Noten sind der wichtigste Faktor für die besuchte Schulform, jedoch nicht der einzige. Deutsche Kinder besuchen auch bei gleich schlechten Noten seltener die Hauptschule als Ausländer. Sie gehen stattdessen häufiger auf die Realschule. Beim Übergang auf das Gymnasium gibt es jedoch keinen Effekt der Nationalität mehr. Dass weniger Ausländer als Deutsche auf dem Gymnasium sind, liegt an den Noten.

Kinder mit Migrationshintergrund haben vor allem dann schlechte Chancen, auf ein Gymnasium oder eine Realschule zu gehen, wenn sie eine Schule mit vielen anderen Kindern dieser Herkunft besuchen. Auf solchen Schulen zeigen sie schlechtere Leistungen und erreichen schlechtere Noten als auf sozial heterogeneren Schulen. Dieses Ergebnis gewinnt angesichts der ausgeprägten ethnischen Segregationstendenzen im deutschen Grundschulsystem eine besondere Bedeutung. Denn gerade in segregierten Schulsystemen gelangen Migrantenkinder besonders häufig in Grundschulklassen, deren Schülerschaft relativ leistungshomogen auf niedrigem Niveau zusammengesetzt ist.

## Bildungspolitische Vertretung der Lehrkräfte
Die Gewerkschaft Erziehung und Wissenschaft (GEW) als DGB-Gewerkschaft und der Verband Bildung und Erziehung (VBE) als Mitglied im Deutschen Beamtenbund vertreten die Interessen der Grundschullehrkräfte als Gewerkschaften im Tarifbereich und in bildungspolitischen Diskussionen. Daneben gibt es auch konfessionelle (VkdL im CGB) und weitere Verbände (Waldorflehrkräfte, Lehrkräfte der Montessori-Schulen). Ein aktueller Streitpunkt ist die (für die Länderhaushalte und privaten Schulen kostspielige) Besoldung der Grundschullehrkräfte in gleicher Höhe wie andere Schullehrkräfte, bei deren Einführung Berlin der Schrittmacher in Deutschland ist.

## Verbände
- Grundschulverband – Arbeitskreis Grundschule e. V. (Frankfurt am Main)